# 日本民主青年同盟

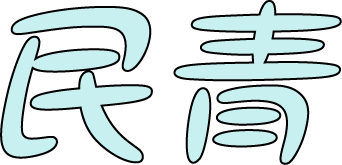
日本民主青年同盟标志

日本民主青年同盟（日语：／），简称民青同盟、民青，是日本的一个共产主义青年组织。该组织的历史可追溯至1923年4月5日成立的日本共产青年同盟。该组织的总部位于东京都涉谷区千駄谷4-20-2。该组织的指导思想是科学社会主义、和平主义。目前，该组织有6460名成员。该组织曾是世界民主青年联盟的成员。

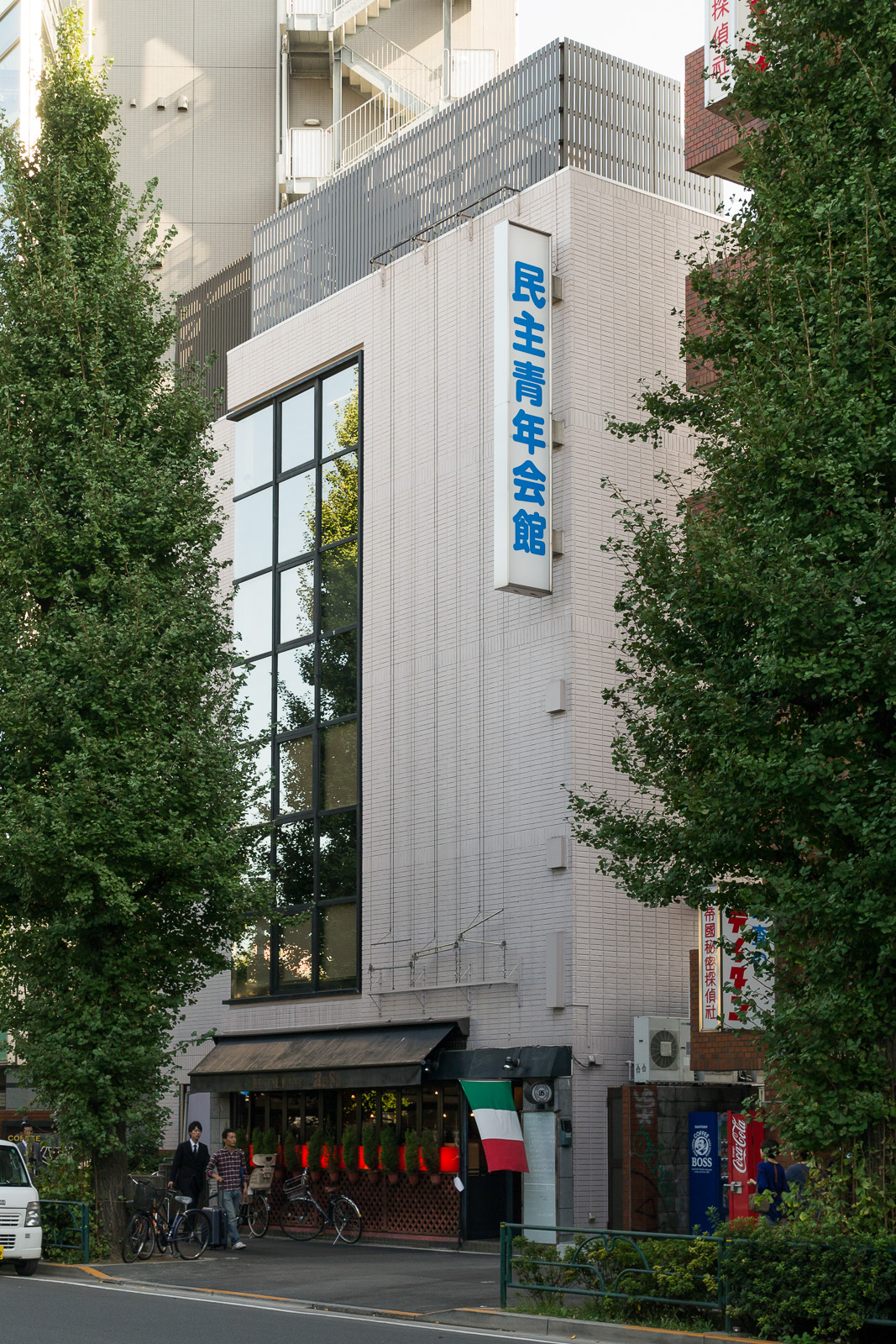
民主青年会馆（日本民主青年同盟总部）

民青同盟和日本共产党关系密切，被视作日共的青年翼，但与日共没有正式隶属关系。